# Zhou Qifeng

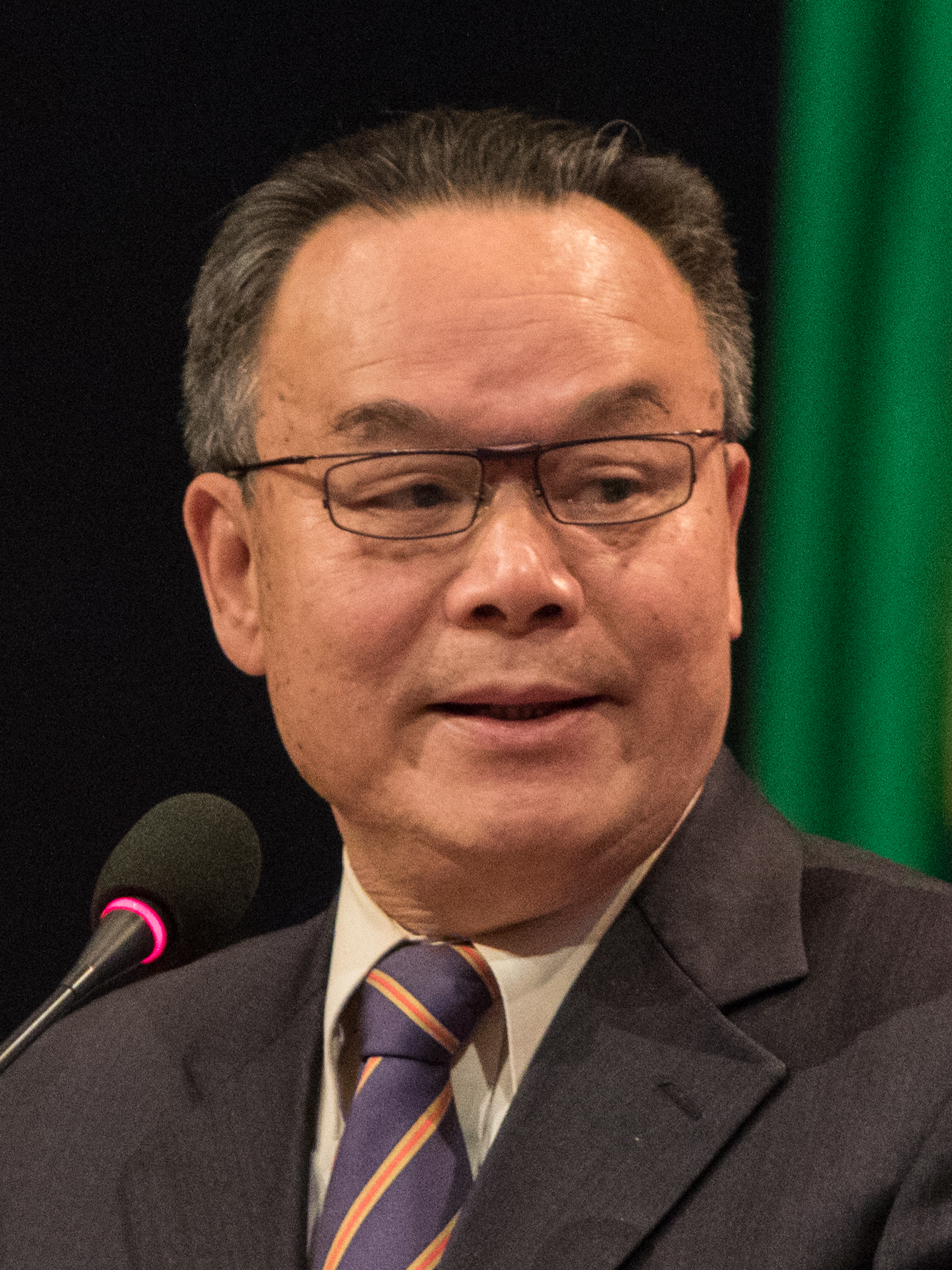
Zhou Qifeng im November 2018 in Den Haag

Zhou Qifeng (* 1947 in der Provinz Hunan, Republik China) ist ein chinesischer Chemiker. Er war von 2018 bis 2019 Präsident der Internationalen Union für reine und angewandte Chemie (IUPAC).

## Karriere
Zhou studierte von 1965 bis 1970 an der Universität von Peking. Nach seinem Abschluss arbeitete er dort als Assistent. 1980 ging er in die USA und studierte an der University of Massachusetts, wo er 1983 als PhD graduierte. Daraufhin ging er nach China zurück und arbeitete dort erneut an der Universität von Peking, wo er ab 1990 als Professor für Polymerchemie tätig war. 1999 wurde er Mitglied der chinesischen Akademie der Wissenschaften, außerdem wurden ihm zahlreiche Preise und Auszeichnungen verliehen, darunter 1997 die chinesische Wissenschaftsauszeichnung. Im Jahr 2001 wurde Zhou Direktor für weiterführende Bildung im Bildungsministerium der Volksrepublik China. Von 2004 bis 2008 war er Präsident der Jilin-Universität, von 2008 bis 2013 war er Präsident der Universität von Peking.
2010 wurde er erstmals in das Präsidium der IUPAC gewählt und 2014 in dieser Funktion bestätigt. Im Jahr 2018 wurde er Präsident der IUPAC und behielt diese Rolle bis 2019.
Zhou ist Autor zahlreicher wissenschaftlicher Bücher und Veröffentlichungen, insbesondere im Bereich der Polymerchemie. Intensiv beschäftigte sich der Chemiker mit der Erforschung von Flüssigkristallpolymeren.